# Вальтер Редер
Вальтер «Малюк» Редер (нім. Walter "Bubi" Reder; 4 лютого 1915, Фрайвальдау, Австро-Угорщина — 26 квітня 1991, Відень, Австрія) — австрійський штурмбаннфюрер СС, військовий злочинець, кавалер Лицарського хреста Залізного хреста. Під час війни брав участь у розстрілах мирних жителів в Італії, за що після її закінчення був засуджений італійським судом до довічного ув'язнення. У 1984 році публічно розкаявся у злочинах і на початку 1985 року його звільнили з-під варти.

## Біографія
Вальтер Редер народився 4 лютого 1915 року у Північній Богемії у місті Фрайвальдау. Після початку Першої світової війни сім'я переїхала до Штайра, де його батько Рудольф Редер був власником заводу з виробництва лічильних машинок. Редер ріс у консервативній католицькій родині. У 1928 році підприємство батька збанкрутувало. Редера відправили до Відня до його тітки, у 1931 році отримав атестат про середню освіту у віденській гімназії. У 1932 році переїхав до Лінца, там він відвідував комерційне училище. У вересні 1932 року став членом гітлер'югенда.
У грудні 1933 року його зарахували до лав СС (№ 58074), які стали нелегальною організацією. У 1934 році його виключили зі школи, він мав бути поміщений до табору для арештантів, проте 25 червня 1934 року Редер втік до Німеччини. У Німеччині він отримав німецьке громадянство та приєднався до австрійського легіону, воєнізованого підрозділу, утвореного для окупації Австрії. У 1935 році він вступив до юнкерівської школи СС у Брауншвейгу. У 1936 році у званні унтерштурмфюрера СС його перевели у штандарт СС «Верхня Баварія», який охороняв концтабір Дахау. 1 травня 1937 року вступив до НСРПН (білет № 5020869). Командиром штандарту «Верхня Баварія» був Макс Зімон, який був командиром Редера до 1944 року. У 1938 році брав участь в анексії Австрії та Чехословаччини.

### Участь у Другій світовій війні
У 1939 році був офіцером зв'язку між дивізією СС «Мертва голова» та рейхсфюрером-СС під час Польської кампанії. Навесні 1940 року став 2-м ад'ютантом у штабі 2-го піхотного полку дивізії СС «Мертва голова» та брав участь у Французькій кампанії. У 1941 році як командир роти у 1-му піхотному полку СС, а пізніше командир батальйону дивізії СС «Мертва голова» брав участь у війні проти Радянського Союзу. У вересні 1941 року отримав поранення на Валдайській височині на північний захід від Москви. Після одужання у січні 1942 року повернувся до підрозділу та брав участь у боях у Дем'янському котлі, поки залишки розбитої дивізії не відправили до Франції у жовтні 1942 року. Редера нагородили німецьким хрестом у золоті та Лицарським Хрестом Залізного хреста. У березні 1943 року отримав тяжке поранення уламком гранати при взятті Харкова, права рука була паралізована, а ліве передпліччя довелося ампутувати.
Пізньої осені 1943 після одужання зв'язався з командиром 16-ї моторизованої дивізії СС «Рейхсфюрер СС» Максом Зимоном. Наприкінці травня 1944 року підрозділ прибув до Італії та з 26 червня брав участь у бойових діях. Перша операція Редера відбулася у горах на північний захід від Каррари 19 серпня. Тут за два дні раніше партизани під час облави розстріляли 16 есесівців. Поки польова жандармерія СС стратила 53 захоплених цивільних осіб на місці злочину, солдати Редера обнишпорили навколишні гори та знайшли понад 100 жінок, дітей та старих людей, які зібралися у Валлі, та вбили їх кулеметними чергами. 24 та 25 серпня солдати дивізії брали участь у великомасштабній антипартизанській бойовій акції спільно з військами вермахту в районі Вінчі. Майже 200 мирних жителів було вбито, багато з них від рук італійських допоміжних підрозділів фашистських Чорних бригад. Найвідоміша операція Редера була проведена наприкінці вересня у районі на південний захід від Болоньї. 29 вересня дивізія розпочала операцію проти партизанської групи «Стелла Россе» у горах на схід від Вергато-Марцаботто. Сам факт того, що партизани змогли звільнити територію з невеликими втратами та практично без опору з боку солдатів, має бути достатнім доказом того, що ця акція була спрямована зовсім не на боротьбу зі збройним опором, а лише на повне очищення ворожих областей та знищення людей, які там мешкали. Замість партизанів вбили людей похилого віку, жінок, дітей та немовлят, більшість із них — у районі дій підрозділу. Увечері 29 вересня 550 людей розстріляли в хуторах і садибах гірського масиву. За загальної кількості вбитих «бандитів» і «бандитських помічників» понад 700, з німецької сторони було лише 7 убитих і 29 поранених.

### Після війни
У травні 1945 році американці заарештували його в лазареті та помістили у табір для військовополонених у Вольфсберзі у Каринтії, а потім його передали британцям. У 1948 році був екстрадований до Італії, де постав перед військовим трибуналом у Болоньї. Його захищали італійський адвокат Джузеппе Широ та його німецький колега Клаус-Йоахім фон Гейдебрек. Редера звинуватили у масових вбивствах у Мардцаботто та у вбивстві 2700 італійських громадян у Тоскані й Емілья-Романьї. 31 жовтня 1951 року його засудили до довічного ув'язнення. Відбував покарання у військовій в'язниці у Гаеті. Після завершення обвинувального процесу проти Редера Австрія вважала себе захисною країною для військового злочинця, поприа те, що у 1934 році він відмовився від австрійського громадянства на користь німецького. Таким чином, Верхня Австрія (за втручання колишнього інспектора гау у Верхній Австрії) зайняла правову позицію, що Редер був австрійцем. У 1956 році він отримав австрійське громадянство. На початку 1960-х років міністерство закордонних справ остаточно визначило, що Редер має право на статус та звернення військовополоненого згідно з женевською конвенцією про військовополонених. Деякі австрійські газети, наприклад, «Kronen Zeitung» («Немає надії для Вальтера Редера?»), та ЗМІ правоекстремістської спрямованості («Die Kameradschaft», «Die Aula») любили обговорювати те, що Редер є «військовополоненим». Крім того, за його звільнення виступали, зокрема, Австрійська партія свободи, також політики з інших партій та представники громадянського суспільства. Німецькі органи друку також виступили на підтримку Вальтера Редера, наприклад, Die Zeit у 1955 році та Frankfurter Allgemeine Zeitung у 1985 році.
У 1984 році Редер висловив «своє глибоке каяття» у листі до жителів Марцаботто. 24 січня 1985 року його звільнили з в'язниці. При в'їзді в Австрію його зустрів міністр оборони Фрідгельмом Фрішеншлагером рукостисканням, що викликало скандал. Помер 1991 року у лікарні у Відні.

## Звання[4]
- Анвертер СС (2 лютого 1933)
- Манн СС (1933)
- Штурмшарфюрер СС (1934)
- Унтерштурмфюрер СС (20 квітня 1936)
- Оберштурмфюрер СС (30 січня 1939)
- Гауптштурмфюрер СС (1 вересня 1941)
- Штурмбанфюрер СС (30 січня 1944)

## Нагороди[4]
- Йольський свічник
- Спортивний знак СА в бронзі
- Німецька імперська відзнака за фізичну підготовку в бронзі
- Почесна шпага рейхсфюрера СС
- Перстень «Мертва голова»
- Медаль «У пам'ять 13 березня 1938 року» (1939)
- Медаль «У пам'ять 1 жовтня 1938 року» із застібкою «Празький град» (1939)
- Медаль «У пам'ять 22 березня 1939 року» (1940)
- Залізний хрест
  - 2-го класу (31 травня 1940)
  - 1-го класу (28 липня 1941)
- Штурмовий піхотний знак в бронзі (19 липня або 8 жовтня 1941)
- Нагрудний знак «За поранення»
  - в чорному (20 вересня 1941)
  - в сріблі (10 березня 1943)
- Медаль «За зимову кампанію на Сході 1941/42» (13 липня 1942)
- Німецький хрест в золоті (17 жовтня 1942)
- Лицарський хрест Залізного хреста (3 квітня 1943)
- Дем'янський щит (1943)
- Нагрудний знак ближнього бою
  - в бронзі (1943)
  - в сріблі
- Нагрудний знак «За боротьбу з партизанами» в сріблі